# High Maintenance (serie televisiva)
High Maintenance è una serie televisiva statunitense trasmessa dal 2016 dalla HBO, derivata da una webserie distribuita su Vimeo tra il 2012 e il 2015.
Ideata da Ben Sinclair e Blichfeld, la serie segue le vicende di uno spacciatore di Brooklyn che consegna la merce a gente affetta delle nevrosi più disparate.
Il 21 febbraio 2018, viene rinnovata per una terza stagione.

## Episodi

### Web serie
| Stagione         | Episodi | Pubblicazione USA |
| ---------------- | ------- | ----------------- |
| Prima stagione   | 3       | 2012              |
| Seconda stagione | 4       | 2013              |
| Terza stagione   | 3       | 2013              |
| Quarta stagione  | 3       | 2013-2014         |
| Quinta stagione  | 3       | 2014              |
| Sesta stagione   | 3       | 2015              |

### Serie televisiva
| Stagione         | Episodi | Prima TV USA | Prima TV Italia |
| ---------------- | ------- | ------------ | --------------- |
| Prima stagione   | 6       | 2016         | 2017            |
| Seconda stagione | 10      | 2018         | 2018            |
| Terza stagione   | 9       | 2019         | inedita         |
| Quarta stagione  | 9       | 2020         | inedita         |

## Produzione
Per la serie, Sinclair è stato ispirato dalle serie TV Six Feet Under e Party Down.
Nel giugno 2014, Vimeo ha annunciato che il sito web avrebbe fornito un sostegno finanziario per i nuovi episodi della programmazione originale tramite la loro piattaforma Vimeo on Demand.
Vimeo ha finanziato sei episodi di High Maintenance, prima che venisse comprata da HBO.

## Accoglienza

### Critica
| Accoglienza          | Accoglienza                                | Accoglienza        |
| Rotten Tomatoes      | Rotten Tomatoes - Accoglienza del pubblico | Metacritic         |
| Prima stagione       | Prima stagione                             | Prima stagione     |
| -------------------- | ------------------------------------------ | ------------------ |
| 95% (39 recensioni)  | 80% (212 recensioni)                       | 81 (20 recensioni) |
| Seconda stagione     |                                            |                    |
| 100% (19 recensioni) | 96% (37 recensioni)                        | 85 (4 recensioni)  |
| Terza stagione       |                                            |                    |
| n/a                  | 50% (4 recensioni)                         | n/a                |

### Prima stagione
La prima stagione della serie è stata acclamata dalla critica. Sull'aggregatore di recensioni Rotten Tomatoes ha un indice di gradimento del 95% con un voto medio di 8,17 su 10, basato su 39 recensioni. Il commento del sito recita: "Onirica, commovente e spesso divertente, High Maintenance transita con successo dal web al piccolo schermo grazie alla scrittura nitida e ad un cast eccellente", mentre su Metacritic ha un punteggio di 81 su 100, basato su 20 recensioni.
Eric Kohn di IndieWire ha lodato la serie scrivendo: "Nei sei episodi di mezz'ora che compongono la nuova stagione su HBO, High Maintenance supera le aspettative, non solo fornendo la stessa sciolta energia delle stagioni precedenti, ma approfondendo il DNA dello spettacolo con gli strumenti complicati a sua disposizione".
Allison Keene di Collider scrisse: "Sebbene High Maintenance contenga alcune verità universali sulla vita di città, il suo episodio migliore non riguarda l'umanità, ma un cane".
L'attore Dan Stevens lo definisce "una brillante collezione di ritratti di personaggi succinti da uno spaccato della società newyorkese".

### Seconda stagione
Anche la seconda stagione è stata acclamata dalla critica. Su Rotten Tomatoes ha un indice di gradimento del 100% con un voto medio di 8,97 su 10, basato su 19 recensioni. Il commento del sito recita: "La stupida premessa di High Maintenance diventa sorprendentemente perspicace nella sua seconda stagione, offrendo una visione generosa, piena di speranza e tinta di malinconia agrodolce che evita di inciampare nel sentimentalismo". Su Metacritic, invece ha un punteggio di 85 su 100 , basato su 4 recensioni.
Liz Shannon Miller di IndieWire scrive: "Dall'alto verso il basso, questo è uno spettacolo che ha tanta pazienza ed empatia per i suoi personaggi, anche per il più minuto dei ruoli, che ti fa venir voglia di conoscere meglio le persone intorno a te nella vita reale, aprirti alle loro storie, scoprire i loro segreti all'interno. Perché mentre ci potrebbero essere spiacevoli sorprese, potrebbero anche derivare cose buone".